# Esteban Toledo
Esteban Toledo (Mexicali, 10 september 1962) is een Mexicaanse professioneel golfer.

## Carrière
In 1986 werd hij golfprofessional na eerst enkele jaren professioneel bokser te zijn geweest. In 2000 is hij de eerste Mexicaan na dertig jaar die het Mexicaans Open wint. In totaal heeft hij ruim 820 tour-wedstrijden gespeeld, iets meer op de Amerikaanse PGA Tour (1994, 1998-2004) en de Champions Tour (sinds 2012) dan op de Nationwide Tour 1990-1993, 1995, 1997, 2005 en 2006). Hij verdiende tot 2023 ruim $ 5.000.000.
Sinds 2004 wordt jaarlijks de Esteban Toledo PGA Pro-Am gespeeld. De opbrengst gaat naar de "To Get a Grip Foundation" in Norco, Californië. Toledo is ambassadeur van de stichting.
Er is een biografie over hem geschreven genaamd "Tin Cup Dreams".

### Gewonnen
Tour de las Americas
- 2000: Mexicaans Open

Nationwide Tour
- 2005: Lake Erie Charity Classic

Champions Tour
- 2013: Insperity Invitational, Montreal Championship
- 2015: Nature Valley First Tee Open at Pebble Beach
- 2016: Allianz Championship

### Teams
- World Cup: 1992, 1994, 1995, 1998, 2002, 2006